# Stadio Euganeo
Stadio Euganeo est un stade de football à Padoue en Italie.
Il est utilisé par le Calcio Padova et par les Biancoscudati Padoue (Serie D) depuis 2014.

## Galerie

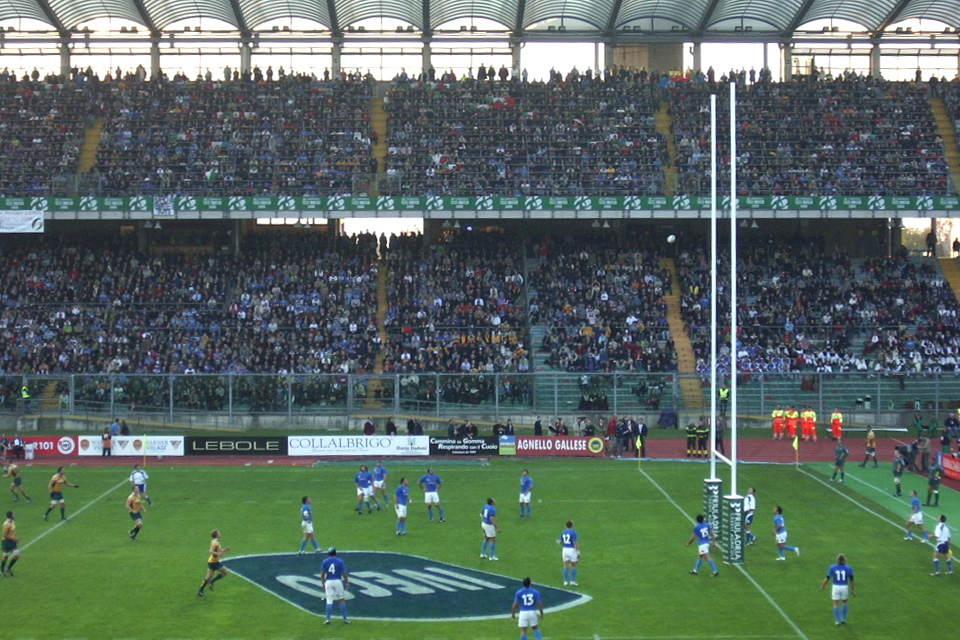
Vue extérieure